# Графичен роман
Графичният роман или графичната новела (на английски: Graphic Novel) е художествена книга, която се състои от комикс или комикси. Въпреки че думата „роман“ (на английски: Novel) обикновено се отнася до обемни творби с измислено съдържание, терминът „графичен роман“ е често използван при всякакъв вид обемни творби, представляващи разказ, използващ визуална (картинна) последователност като средство за предаване на информацията.
Терминът „графичен роман/графична новела“ обикновено се различава от термина „комикс“ поради обема на творбата, тъй като „комиксът“ е къс разказ, изобразен чрез визуална последователност.
Терминът „графичен роман“ е започнал да се използва в английския език през 1964 година и е бил популяризиран в обществото на Запад от фенове на комикси след публикацията на Уил Айзнър „Контакт с Бог“ през 1978 г. и по-късно става популярен сред широката публика в края на 80-те години на ХХ век след комерсиалният успех на първия том на Арт Спийгълмън „Мишка“ (Maus), разказващ потресаващата история на един евреин, който успял да оцелее в концентрационен лагер през Втората световна война.
Други творци, които са спомогнали за разпространяване на термина, са Алан Мур и Дейв Гибънс с техния графичен роман „Наблюдател“ (Watchmen), който впоследствие се превръща във филмова адаптация, която излиза по кината през 2008 г.
Франк Милър също е допринесъл за разпространението на термина „графичен роман“ със своята ранна творба „Батман: Черният рицар се завръща" (The Dark Knight Returns), но най-популярната му творба е „Град на греха“ (Sin City), която е екранизирана с помощта на известния режисьор Куентин Тарантино през 2005 г.
По-голяма част от „графичните романи“ са насочени към по-възрастна публика, но същевременно има много графични новели, които са подходящи за деца.
Първият български графичен роман е „Вечната муха“ (2010) на писателя Георги Господинов и художника Никола Тороманов, но те предпочитат да преведат термина Graphic Novel като „трагикомикс“. 